# 万云骏
万云骏（1910年—1994年），字西笑，别号网珠，男，江苏南汇（今属上海）人，中国古典文学研究家，曾任中华诗词学会顾问。